# Lagens långa näsa
Lagens långa näsa är en novellsamling med 21 kriminalberättelser av Hans Alfredson, publicerad 1983. Huvudpersonen, den pensionerade kriminalkommissarien Albin Winkelryd, berättar om sina gamla fall för sin vän - berättaren/författaren - ofta på Café Idyll på Söder i Stockholm. Boken är illustrerad av Björn Berg.

## Noveller
- Växtkraft eller Bocken som trädgårdsmästare
- Imitatören eller A case of identity
- Vanärad i Vagnhärad eller Vem stal bilhandlarens brallor?
- Vem förlorade på affären? eller Tiden är ingenting
- Zig-zag-mysteriet eller Trollkarlen som försvann
- Limbo eller Stanken på postkontoret
- Gott namn och rykte eller Kortoxarnas kamp
- Fantomen på lilla teatern eller Varför skrek han inte?
- Tandtrollet från Wales eller Morgonstund har guld i mun
- Bilmysteriet eller Cul de sac
- Rättvisan är blind eller Sic semper tyrannis!
- Visslarens och hans kund eller Den rutiga rocken
- Straff och brott eller Mordet på skjortfabrikanten
- Hönsmålaren eller En konstnärlig inbrytning
- Tio små negerbollar eller Fostersönernas hämnd
- Även orättvisan är blind eller Black magic
- Enslingen som blev två eller Another case of identity
- Jultomtarna demaskeras eller My-mysteriet
- Stereomordet eller Några sekunder från arvet
- Två små kineser eller Jazzmördaren
- Bokförläggaren som slutade i badet eller Kommissariens sista fall

## Ljudbok
Boken finns även utgiven av Bonnier Audio som ljudbok, där den läses av författaren själv.